# لوك لوكس
لوك لوكس (بالإنجليزية: Luke Loucks)‏ مواليد 1 أبريل 1990 في كليرواتر، هو لاعب كرة سلة محترف أمريكي بدأ مسيرته الاحترافية في سنة 2012 ويحمل الرقم 55. يلعب حاليا في دوري برو إيه الألماني. لعب سابقا في بلجيكا، قبرص، لاتفيا ودوري الرابطة الوطنية لفئة التطوير.

## روابط خارجية
- لوك لوكس على موقع الدوري الأوروبي لكرة السلة (الإنجليزية)
- لوك لوكس على موقع كرة السلة الأوروبية.كوم (الإنجليزية)
- لوك لوكس على موقع كلية كرة السلة في سبورتس رفرنس.كوم (الإنجليزية)
- لوك لوكس على موقع ريلجم (الإنجليزية)
- لوك لوكس على موقع بروبوليرز (الإنجليزية)
- لوك لوكس على موقع سبورتس رفرنس (الإنجليزية)